# (55222) Makotoshinkai
Makotoshinkai oder – Nomenklatur für Asteroiden – (55222) Makotoshinkai ist ein Asteroid im äußeren Feld des Hauptasteroidengürtels. Er wurde am 12. September 2001 vom US-amerikanischen Astronom Roy Tucker am Goodricke-Pigott Observatory in Tucson, Arizona entdeckt.
Am 31. März 2018 erhielt der Asteroid den Namen Makotoshinkai nach dem japanischen Schriftsteller und Animator Makoto Shinkai. Sein bis zur Auszeichnung bekanntestes Werk ist der 2016 erschienene Film Your Name. – Gestern, heute und für immer gewesen, in dem ein Komet ein wichtiger Teil der Handlung ist.